# Mithril
Mithril [ˈmɪθrɪl] ist ein fiktives Metall aus J. R. R. Tolkiens Romanuniversum. Es wird als silbernes Metall beschrieben, das robuster als gehärteter Stahl und leichter als Seide ist. Die Verwendung von Mithril ist mit der Zeit über die Grenzen von Tolkiens Werken hinausgewachsen. Es wird vor allem in Fantasyromanen und -rollenspielen verwendet.
Die Bezeichnung wird aber auch in Forschung und Technik als Symbol für Stärke und Sicherheit in Verbindung mit guter Nutzbarkeit verwendet. So führen verschiedene Forschungsprojekte und Unternehmen, vor allem im Umfeld der Informatik, Mithril als Teil ihres Namens.

## Verwendung in Tolkiens Werken
Mithril wird in Tolkiens Werk erstmals in Der Hobbit erwähnt, wo es noch als „Moria-Silber“ bezeichnet wird – die Einzelheiten über die Eigenschaften werden aber erst viel später im Verlauf der Geschichten entwickelt. In Der Herr der Ringe schreibt Tolkien, dass Mithril nur in Khazad-dûm, den Minen von Moria, von den Zwergen abgebaut wurde. In den Nachrichten aus Mittelerde heißt es hingegen, dass Mithril auch auf Númenor gefunden wurde. In der frühen Geschichte des tolkienschen Universums war der Wert von Mithril mit etwa dem zehnfachen von Gold bemessen, später steigerte sich sein Wert (so die Geschichte) aber ins Unermessliche, da der Abbau des Erzes in Moria nicht mehr möglich war. So wird etwa der Wert von Frodos Kettenpanzer mit dem des gesamten Auenlandes verglichen. Neben Rüstungen und Schmuckstücken wurde aus Mithril von den Noldor Ithildin gefertigt, ein Material, mit dem wiederum die Mondbuchstaben geschrieben wurden, die nur bei Sternen- oder Mondlicht von Eingeweihten sichtbar gemacht werden konnten.
In der Verfilmung des Romans wird Mithril nur in Bezug auf das Hemd, das Frodo von Bilbo erhalten hat, erwähnt. Frodo trägt es, als er in den Minen von Moria von einem Höhlentroll attackiert wird; nur wegen des Hemdes überlebt er den Angriff.
Das Wort Mithril setzt sich laut Tolkien aus zwei Wörtern der Elbensprache Sindarin zusammen: mith für „grau“ und ril für „schimmern“. Auf Quenya, der zweiten großen Elbensprache, heißt das Metall Mistarille „Grauschimmer“; die Zwerge hatten einen eigenen, aber unbekannten Namen für Mithril, möglicherweise zigil „weißgraues Silber“ oder kibil „Silbermetall“. Von Menschen in Tolkiens Welt wird es „Wahrsilber“  oder „grauer Schimmer“ genannt.

## Adaption in fiktionalen Werken
In vielen Fantasyspielwelten hat Mithril dem Material Adamantium bereits den Rang abgelaufen. Dessen Wurzeln reichen bis in die griechische Antike zurück und es wurde von Tolkien im Herr der Ringe als Adamant verwendet. Die Bedeutung von Mithril ist heute bereits weit über die Grenzen von Tolkiens Werk hinausgewachsen. Die größte Verbreitung hat Mithril in diversen Rollenspielen für Computer und Spielkonsolen erfahren, es wird aber auch in Pen-&-Paper-Rollenspielen verwendet.
Computer- und Konsolenspiele
- In manchen Versionen des ersten Computerspiels aus dieser Kategorie, Adventure (auch als Colossal Cave bekannt), ist ein „mithril ring“ ein zu findender Schatz.[1]
- Im E-Mail-Spiel Allanon kann Mithril in Gebirgen gefördert und für bestimmte Rüstungen und Waffen verwendet werden.
- Im Rollenspiel Arcanum: Von Dampfmaschinen und Magie kann das silbrig glänzende Metall Mithril zur Herstellung spezieller Gegenstände, wie magischen Waffen und Rüstungen, dienen.
- Im Rollenspiel Arx Fatalis findet der Held Beinschienen und einen Helm aus Mithril. Gen Ende muss er in der Zwergenmine das letzte Stück Mithril suchen und finden, um anschließend ein besonderes Schwert für den Endkampf zu schmieden.
- Im Rollenspiel Baldur’s Gate gibt es ein Mithril-Kettenhemd, welches von Drizzt Do’Urden, einem der stärksten Gegner im Spiel, getragen wird. Es hat den zweitbesten Rüstungswert im Spiel und ist dabei besonders leicht.
- In der klassischen Rollenspielserie The Bard’s Tale bestehen Waffen und Rüstungen aus Mithril.
- In Cabal Online wird Mithril in Rüstungen und Waffen verwendet.
- Im Rollenspiel Aion wird Mithril in einigen Waffen und Rüstungen verwendet.
- In Age of Empires: Mythologies existiert das Relikt Mithril-Hufeisen
- In Dark Age of Camelot bestehen relativ schlechte Rüstungen und Waffen aus Mithril. Ein Einsatz als Zahlungsmittel war angedacht, wurde aber nie implementiert.
- In Diablo II sind verschiedene Waffen und Rüstungen aus Mithril gefertigt.
- In Drakan: The Ancients’ Gates sind einige Waffen aus Mithril gefertigt.
- Auch in der Rollenspielserie The Elder Scrolls ist Mithril ein silbrig glänzendes Metall, aus dem unter anderem Rüstungen gemacht werden.
- In den Spielen Final Fantasy von Square gibt es Waffen und Rüstungen aus Mithril.
- In Golden Sun und Golden Sun: Die vergessene Epoche benutzt man einen Mythril-Beutel um die Elementarsterne zu transportieren.
- In Guild Wars 2 ist Mithril ein Handwerksmaterial, mit dem Waffen, Rüstungen und verstärkende Schmuckstücke geschmiedet werden.
- In Harvest Moon existiert ebenfalls ein Metall mit dem Namen Mithril bzw. Mythril. Die Farbe ist hier allerdings dunkelblau. Von weiteren Eigenschaften wird nichts Explizites berichtet, doch kann man mit Hilfe des Mithrils seine Werkzeuge zur beinahe höchsten Qualitätsstufe aufwerten.
- In Hexen 2 muss der Spieler eine Wand aus Mithril überwinden.
- In Kingdom Hearts 2 bestehen vier verschiedene Grundstoffe aus Mithril, mit denen man unterschiedliche Gegenstände herstellen kann.
- Im Online-Spiel Runescape sind Rüstungen aus diesem Metall verfügbar. Außerdem sind auch noch einige andere Gegenstände mit Mithril verziert bzw. teilweise damit ausgestattet. Mithril ist dabei stärker als Bronze, Eisen und Stahl, jedoch schwächer als andere fiktive Metalle, wie Adamant oder Runit.
- In den Online-Multiplayer-Spielen Lineage und Lineage II sind auch Rüstungen aus diesem Metall verfügbar. Außerdem sind auch noch einige andere Gegenstände mit Mithril verziert bzw. teilweise damit ausgestattet, so beispielsweise Pfeile.
- Im Online-Rollenspiel Ultima Online können Rüstungen und Waffen aus Mythril hergestellt werden. Das Erz gehört zu den seltensten Materialien.
- In einigen Spielen der Shining-Spielserie von Sega kommt Mithril vor, aus dem Waffen und Rüstungen hergestellt werden können.
- Im Adventure-Spiel Simon the Sorcerer kommt ein Metall namens Milrith vor, offensichtlich eine Parodie.
- In Vanguard: Saga of Heroes wird Mithril ebenfalls als Metall zur Herstellung von Waffen und Rüstungen benutzt.
- In Warcraft III: Reign of Chaos bestehen die Schilde und Schwerter der höchsten Ausbaustufe der Menschen aus Mithril.
- In der Spielwelt des Multiplayer-Online-Rollenspiels World of Warcraft wurde Mithril aufgenommen. Es kommt in diversen Bereichen der Spielwelt vor und kann nach seinem Abbau zu Waffen, Rüstungen und anderen Gebrauchsgegenständen verarbeitet werden.
- In Terraria ist Mythril ein grünliches, seltenes Erz zum Abbauen und Schmieden von Waffen und Rüstungen
- Im Strategiespiel Craft the World ist Mithril das höchstwertige Erz des Spiels mit dem besondere Waffen, Rüstungen und magische Gegenstände angefertigt werden können.
- Im Online-Rollenspiel Neverwinter kann Mithril als seltenes Crafting-Material gefunden werden.

Rollenspiele
- In Forgotten Realms ist Mithril ein silber-bläulich schimmerndes Metall, aus welchem Rüstungen hergestellt werden können.
- Die Firma Games Workshop vertreibt im Rahmen ihres Hobbybedarfs eine Acrylfarbe mit dem Namen Mithril Silver.
- Im Kartenspiel Munchkin gibt es Gegenstände aus Mithril.
- In Tomb of Horrors sind mehrere Türen aus Mithril gefertigt.

## Adaption in der Alltagskultur
Auch außerhalb von Fantasywelten ist Mithril in den Sprachgebrauch der Alltagskultur eingedrungen, hat jedoch nichts mehr mit dem Metall zu tun.
Literatur & Musik
- In Full Metal Panic!, sowohl eine japanische Light Novel als auch gleichnamiger Manga und Anime, ist Mithril der Name einer internationalen Anti-Terror-Organisation.
- In dem Anime Overlord ist Mithril ein Rang für Abenteurer
- Eine amerikanische Band für keltische Musik nennt sich Mithril.

Forschungsprojekte
- Das MIT beschäftigt sich im Projekt „MIThril“ mit der Entwicklung als Kleidung tragbarer Computer, die ihre Umgebung wahrnehmen können.[2]
- Das NCSA legt im „mithril project“ den Schwerpunkt auf die Verbesserung der Sicherheit von Serversystemen.[3]

Unternehmen
- Mithril Racing: Eventmarketing[4]
- Mithril Capital Management
- Mithril Technology: Dienstleistungen für Rechenzentren[5]
- Mithril Wireless Systems: regionale Funknetze[6]